# أندرياس لاي
أندرياس لاي (بالنرويجية البوكمول: Andreas Lie)‏ هو لاعب كرة قدم نرويجي في مركز حراسة المرمى، ولد في 31 أغسطس 1987 في أوليسوند في النرويج. شارك مع منتخب النرويج تحت 17 سنة لكرة القدم ومنتخب النرويج تحت 18 سنة لكرة القدم ومنتخب النرويج تحت 19 سنة لكرة القدم ومنتخب النرويج تحت 21 سنة لكرة القدم. أما مع النوادي، فقد لعب مع نادي أود ونادي أوليسوند.

## وصلات خارجية
- أندرياس لاي على موقع اتحاد النرويج (النرويجية)
- أندرياس لاي على موقع قاعدة بيانات كرة القدم.إي يو (الإنجليزية)
- أندرياس لاي على موقع Soccerbase.com (لاعب) (الإنجليزية)
- أندرياس لاي على موقع Soccerway.com (الإنجليزية)